# ゴールド川奈カントリークラブ
ゴールド川奈カントリークラブ（ゴールドかわなカントリークラブ）は、静岡県伊東市にあるゴルフ場である。

## 概要
1945年（昭和20年）代初、静岡県の伊東市市長は、伊東は「川奈ホテルゴルフコース」（1928年（昭和5年）開場、設計・大谷光明（大島コース）、C・H・アリソン（富士コース））で栄えてきた、だが川奈は進駐軍に占領されている、ぜひ一碧湖畔にゴルフ場を造り伊東の発展に協力して欲しいと、全国に1千万坪の山林を所有する佐々木真太郎に相談したことに始まる。佐々木真太郎は、照明器具メーカーで、戦時中は航空基地の照明器具を製造し、戦後、同郷の本多林学から将来は植林事業と説かれ山林を買収していた。
コースの建設用地は、富士山に向かってのティーショットや相模湾を見下ろしながらのパッティングなど楽しめ、周辺地域には温泉や観光、レジャー施設など日本有数の観光地である。1946年（昭和21年）秋、18ホールのゴルフ場の建設に向けて母体会社「新日本観光株式会社」により、コース設計を川奈ホテルゴルフコースの建設に参加した丸毛信勝に依頼し、施工は川奈ゴルフ場の工事に加わった大川組に依頼して着工した。1948年（昭和23年）11月3日、「伊東パークゴルフ場」18ホール、距離5,875ヤード、パー71の一碧コースが開場された。
1952年（昭和27年）9月、天城山麓の高原に、「東日本不動産株式会社」により18ホール、距離7,350ヤード、パー76のゴルフ場が増設された。その後、一碧コースは閉鎖され、別荘地として分譲された。佐々木真太郎は、ゴルフ場の本格経営とゆうよりは観光資源としてのゴルフ場だったのである。
2005年（平成17年）2月1日、東日本不動産は東京地裁に民事再生法を申請した、スポンサーには「株式会社サクセスファクトリー」が内定している。2005年6月中旬、東日本不動産は「株式会社サクセス・プロ」をスポンサーとした再生計画案を債務者に配布した。2005年7月20日、債権集会が開かれ再生計画案を可決した。
2005年（平成17年）10月20日、経営会社の交代に伴い、クラブ名称を伊東パークゴルフ場から「ゴールド川奈カントリークラブ」に名称変更された。2011年（平成23年）12月、経営会社が東日本不動産株式会社から「株式会社サクセスリゾート川奈」に経営権が移された。

## 所在地
〒414-0051 静岡県伊東市吉田834番地

## コース情報
- 開場日 - 1948年11月3日
- 設計者 - 直営
- 面積 - 660,000m2（約19.9万坪）
- コースタイプ - 丘陵コース
- コース - 18ホールズ、パー72、6,481ヤード、コースレート70.9
- フェアウェー - コウライ
- ラフ - ノシバ
- グリーン - 2グリーン、ニューベント
- ハザード - バンカー44、池が絡むホール3
- ラウンドスタイル - キャディ・セルフ選択制、1組4人が原則、状況によりツーサム可、乗用カート(5人乗り)乗用カート(2人乗り)自走式
- 練習場 - 無し
- 休場日 - 無休[7][8]

## クラブ情報
- ハウス面積 - 4,455m2（1,347.6坪）
- ハウス設計 - 志村建築事務所
- ハウス施工 - 木田建業 株式会社[7][8]

## ギャラリー
- コース - [9]
- ハウス - [10]

## 交通アクセス
- 鉄道 - 伊東線（JR東日本） - 伊東駅より タクシー利用 約20分[11]
- 道路 - 小田原厚木道路 - 小田原西ICより 54Km[11]

## 関連文献
- 『ゴルフ場ガイド 東版』、2006-2007、「ゴールド川奈カントリークラブ」、東京 ゴルフダイジェスト社、2006年5月、2021年9月22日閲覧
- 『美しい日本のゴルフコース BEAUTIFUL GOLF CULTURE IN JAPAN 日本のゴルフ110年記念 ゴルフは日本の新しい伝統文化である』、ゴルフダイジェスト社「美しい日本のゴルフコース」編纂委員会編、「米軍接収の川奈ホテルに対して観光客誘致を目的に造られた36ホール」、東京 ゴルフダイジェスト社、2013年12月、2021年22日閲覧